# 南海キャンディーズ
南海キャンディーズ（なんかいキャンディーズ）は、吉本興業（東京本社）所属のお笑いコンビ。2003年6月結成。略称は、南キャン、南海。M-1グランプリ2004準優勝。

## メンバー
山里 亮太（やまさと りょうた、1977年4月14日 - ）（48歳）
ツッコミ・ネタ作り担当、立ち位置は向かって左。

しずちゃん（1979年2月4日 - ）（46歳）
ボケ担当、立ち位置は向かって右。

## 来歴
山里がしずちゃんを誘う形でコンビを組んだが、下積み時代に山里の素行が原因で前説に呼ばれず、数えるほどしか経験がなかった。
結成2年目の2004年、『M-1グランプリ2004』で決勝戦に進出。しずちゃんは大会史上初の女性ファイナリストとなった。決勝1回戦を2位で通過するも、1位通過のアンタッチャブルとは34点もの差が開いていたが、最終決戦では審査員の中田カウスからの票を得ることに成功。これをきっかけに、翌年の2005年からは多くのテレビ番組で活躍している。
2000年代後半から一時期、山里はナレーター業、しずちゃんはボクサーとしての活動に個々で専念していたため、それに伴ってコンビでの活動機会は減少傾向にあったが、『M-1グランプリ2016』への出場を足がかりとして徐々にコンビ活動を再開している。この時期について2人は、コンビ仲が非常に悪かったと明かしている。

## エピソード
- 結成後しばらくは「しずちゃんから山里を誘った」と公言していた。これはしずちゃんの前の相方である二宮が非常に野球が上手く（大リーグのトライアウトの受験経験がある）、そのせいもあって芸人の先輩から非常に可愛がられており、そんな二宮の相方を山里が奪ったとなれば先輩からの風当たりが強くなり大阪で芸人ができなくなると恐れた山里が「しずちゃんから誘ったことにして欲しい」としずちゃんに頼んだからである[4]。
- 山里によると「自分達の（M-1の）ベストバウトは2009年の準決勝だった」らしく、これには山崎も同調している[5]。
- 『M-1グランプリ2016』の準決勝では、時間切れによる強制終了という不本意な形で敗退。また、山里のスケジュールの都合により、敗者復活戦への出場は辞退した[6][7]。
- 『M-1グランプリ2017』の決勝戦進出者発表から数時間後に放送された『山里亮太の不毛な議論』では、打ち上げに行っていたしずちゃんが急遽呼び出されゲストとして生出演。2人で反省会を行った後、2018年2月にて初の単独ライブ開催を発表した[8]。
  - 2023年にTVerで配信された『M-1アナザーヒストリー』では、最後に出場した2017年が「ラストイヤー」とされているが、大会復活後は出場資格が「15年前の1月以降」と明記されているため、正しくは2018年がラストイヤーである。

## 賞レース成績・受賞歴など

### M-1グランプリ
| 年     | 結果       | エントリーNo. | 決勝戦キャッチコピー | 備考           |
| ------ | ---------- | ------------- | -------------------- | -------------- |
| 2003年 | 準決勝敗退 | 1008          |                      |                |
| 2004年 | 決勝2位    | 2598          | 初物尽くし           | 決勝戦 2位通過 |
| 2005年 | 決勝9位    | 3357          | 相方以上恋人未満     |                |
| 2006年 | 不参加     |               |                      |                |
| 2007年 | 不参加     |               |                      |                |
| 2008年 | 準決勝敗退 | 3714          |                      |                |
| 2009年 | 決勝8位    | 4602          | 漫才という名の赤い糸 |                |
| 2010年 | 不参加     |               |                      |                |
| 2015年 | 不参加     |               |                      |                |
| 2016年 | 準決勝敗退 | 2119          |                      | 敗者復活戦欠場 |
| 2017年 | 準決勝敗退 | 2466          |                      | 敗者復活戦6位  |

### その他（成績・受賞歴）
- 2004年 第25回ABCお笑い新人グランプリ 優秀新人賞
- 2005年 第40回上方漫才大賞 優秀新人賞
- 2005年 第43回ゴールデン・アロー賞 新人賞
- 2005年 平成17年度NHK新人演芸大賞 演芸部門 本選進出
- 2011年 日清食品 THE MANZAI 2011 ワイルドカード決定戦敗退

## 出囃子
葉加瀬太郎 with 小松亮太「情熱大陸」

## 出演

### レギュラー
- プレミアMelodiX!（テレビ東京）

### 過去に出演した番組
- 南海パラダイス! → 南パラZ!（2005年 - 2009年、関西テレビ）冠番組・関西ローカル
- お笑いDynamite!（TBSテレビ）キャッチコピーは「しずちゃんワールド炸裂!」
- オモシロ好奇心☆どろんぱ!（2005年、読売テレビ）関西ローカル
- 大阪情報箱（テレビ大阪）関西ローカル
- エンタの神様（日本テレビ）キャッチコピーは「Bi女と矢銃の♪交戦（ハーモニー）」
- リンカーン（TBSテレビ）
- ザ・イロモネア（2005年4月5日、TBSテレビ）FINALステージ敗退。
- 落下女（2005年 - 2006年、日本テレビ）
- 笑っていいとも!（2005年10月 - 2007年9月、フジテレビ）金曜（隔週）→金曜レギュラー
- すっぴんジャパ〜ン!（2006年3月11日・18日、日本テレビ）山里：MC、しずちゃん：パネラー
- 欲9（2006年8月19日・9月2日、日本テレビ）山里：MC、しずちゃん：パネラー
- ブスラブ美人（2006年、フジテレビ）
- アドレな!ガレッジ（テレビ朝日）
- みてハッスルきいてハッスル（NHK教育）
- 働くおっさん劇場（フジテレビ）副音声での出演
- ちちんぷいぷい（毎日放送）水曜隔週、関西ローカル
- 遭遇難易度ランキングTV（2007年8月1日・2007年8月8日・2008年1月9日、テレビ朝日）
- おもいッきりイイ!!テレビ（2008年4月 - 2009年3月、日本テレビ）山里：金曜レギュラー、しずちゃん：不定期出演
- なるトモ!（読売テレビ）木曜、不定期
- チュー'sDAYコミックス 侍チュート!（2009年、毎日放送）
- おはコロシアム（2006年4月 - 2010年3月27日、テレビ東京）
- G.I.ゴロー（2010年4月 - 9月20日、TBSテレビ）
- いきなり!黄金伝説。（テレビ朝日）
- オールスター赤面申告!ハプニング大賞（TBSテレビ）「JNNハプニングニュース」キャスター
- さんまのSUPERからくりTV（TBSテレビ）コーナーレギュラー
- クイズプレゼンバラエティー Qさま!!（テレビ朝日）
- 南海キャンディーズのジャブジョブ（2018年7月7日 - 2020年3月28日、静岡第一テレビ）
- 先生、、、どこにいるんですか? 〜会って、どうしても感謝の言葉を伝えたい。〜（2019年10月4日 - 2020年1月24日、テレビ東京）

### テレビドラマ
- アテンションプリーズ（2006年、フジテレビ）芳村智枝美 役（しずちゃん・第1話、最終話）、岡場五郎 役（山里・第7話、最終話）
- 笑える恋はしたくない（2006年、TBSテレビ）長井鈴音 役（しずちゃん）、ある男 役（山里・最終話）
- 夫婦道（2007年、TBSテレビ）高鍋夏萌 役（しずちゃん）、狭山茶「高鍋園」の客 役（山里・第2話）
- 去年ルノアールで（2007年、テレビ東京）店員B 役（山里、レギュラー）、サングラスの女 役（しずちゃん、ゲスト）
- ドラマスペシャル・24時間あたためますか?〜疾風怒涛コンビニ伝〜（2008年3月15日、日本テレビ）遠藤忍 役（山里）、ドSの女 役（しずちゃん）

### ラジオ
- グーグーモンキーズ（MBSラジオ）準レギュラー
- 南海キャンディーズのオールナイトニッポンR（2005年7月9日、ニッポン放送）
- 南海キャンディーズ 山里亮太のヤンピース フライデースペシャル（2006年 - 、ニッポン放送）
  - 2006年12月15日・2007年6月22日の放送にしずちゃんがゲストとして出演
- 水曜JUNK 山里亮太の不毛な議論（2016年9月14日・2017年11月16日・2018年12月13日・2021年2月17日、TBSラジオ）
  - しずちゃんがゲストとして出演

### CM
- 大新社「プリティー」女性向け求人フリーペーパー
- KDDI・沖縄セルラー電話（各au）
  - 「おサイフケータイ ―コンビニ篇」しずちゃんのみ
  - 「家族割ワイドサポート ―ゆきえは見た!篇」山里のみ（仲間由紀恵と共演）
  - 「auの学割 ―ライブステージ篇/U（アンダー）25家族セット割 ライブMC篇」山里のみ（モーニング娘。'14、森三中(大島美幸・黒沢かずこ)、哀川翔と共演）
- カルビー「ピザポテト」
- サントリー
  - 「DAKARA」
  - からだを想うオールフリー「もう、一人のからだやない!」編（2019年）[10]
  - からだを想うオールフリー「誰さん？」編（2023年）
  - からだを想うオールフリー「めっちゃうまい」編（2024年 - ）
- マクドナルド「サラダマック（トマトグリルチキンサンド） 引き立てる・引き立てられる関係篇」
- タイトー
  - 「クッキングママ2」（2007年）
  - 「クッキングママ2 たいへん!!ママはおおいそがし!」（2008年）
  - タイトー「ガーデニングママ」「みんなの動物園」（2009年）
- 花王「クイックルワイパー」（2008年・2020年） ※2020年は山里のみ。
- 中京テレビ放送「ハマっちゃいなよ! 中京テレビ」（2009年）開局40周年記念イメージキャラクター。SKE48と共演したバージョンあり。
- 「パイレーツ・オブ・カリビアン/生命の泉」DVD・ブルーレイ（2011年）
- 常盤薬品工業「南天のど飴」（2016年） ※ CM動画 [11]
- DeNA 「タクシー配車アプリ　MOV」（2019年）TVCMは関西地区限定。ホームページでは全国向け。
- ヤフージャパン 「Yahoo!JAPANアプリ」（2020年）

### 映画
- ラブ★コン（2006年、松竹）小泉理恵 役（しずちゃん）、理恵のカレシ 役（山里）
- ONE PIECE エピソードオブアラバスタ 砂漠の王女と海賊たち（2007年、東映）

### テレビアニメ
- こちら葛飾区亀有公園前派出所（2006年）中川の部下 役

### その他
- ゆず「リボン」（2006年）8曲目「チェリートレイン」に参加
- 子ぎつねヘレンとゆかいな仲間たち（2006年）映画『子ぎつねヘレン』の外伝的ショートムービー集、「バー・きたきつね」に出演

## DVD
- バトルオワライヤル（YOSHIMOTO WORKS）山里のみ
- ダイナマイト関西2006 〜オープントーナメント大会〜（R and C、2006年12月6日）特典映像のみ
- 南海キャンディーズ初単独ライブ「他力本願」（よしもとミュージックエンタテインメント、2018年4月11日[12]）

## 連載雑誌
- クールトランス「南海キャンディーズのMr.キャンディー」（ワニブックス）
- ぴあ関西版「魂のランググルメ」（ぴあ）隔週木曜日
- 「南海キャンディーズ・山ちゃんのねぇ、ちょっと聞いてよ」（日刊スポーツ）毎週水曜日、山里のみ
- 関西ウォーカー「マルバレ」（角川書店）隔週火曜日、しずちゃんのみ
- 週刊プレイボーイ「南海キャンディーズの2時間だけのトリオ」（集英社）

## 単独ライブ
- 2018年
  - 2月16日、17日 - 「南海キャンディーズ初単独ライブ「他力本願」」（東京グローブ座）

新作漫才のほか、山里のレギュラーラジオ「不毛な議論」のリスナーの応募の中から選ばれたネタ、塚本直毅（ラブレターズ）による書き下ろしによる初のコントなどが披露された。同年4月11日には2日目の模様を収めたDVDが発売された。
- 2024年
  - 3月22日、23日、24日 - 「南海キャンディーズLIVE「南海キャンペーンズ」」（東京・本多劇場）

22日は「山崎静代の日」と題し、しずちゃんが主演を務め、じろう(シソンヌ）、吉住、中野周平(蛙亭）、鄭亜美が出演し、劇団アンパサンド主宰の安藤奎が作・演出を手がけた舞台「人吸い」を上演。23日は「山里亮太の日」と題し、山里の相方役として古舘伊知郎、水田信二（和牛）、あの、太田光（爆笑問題）が出演した即興漫才企画「まんざいこわい」を開催。24日はコンビ結成2度目となる南海キャンディーズの単独ライブを敢行。

## 関連人物
- ナインティナイン
- 次長課長
- ロンドンブーツ1号2号
- とろサーモン
- 千鳥
- ネゴシックス
- フォーリンラブ